# Noel Swerdlow
Pour les articles homonymes, voir Swerdlow.
Noel Mark Swerdlow (né le 9 septembre 1941 à Los Angeles et mort le 24 juillet 2021) est professeur d'histoire, d'astronomie et d'astrophysique à l'université de Chicago.

## Formation et carrière
Noel Swerdlow est diplômé de l'Université Yale en 1968 sous la direction d'Asger Aaboe, avec une thèse intitulée « Ptolemys Theory of the Distances and Sizes of the Planets: A Study of The Scientific Foundations of Medieval Cosmology ».
Il est professeur d'astronomie et d'astronomie à l'Université de Chicago, où il devient ensuite professeur émérite. En 1973/74, il est à l'Institute for Advanced Study.

## Travaux

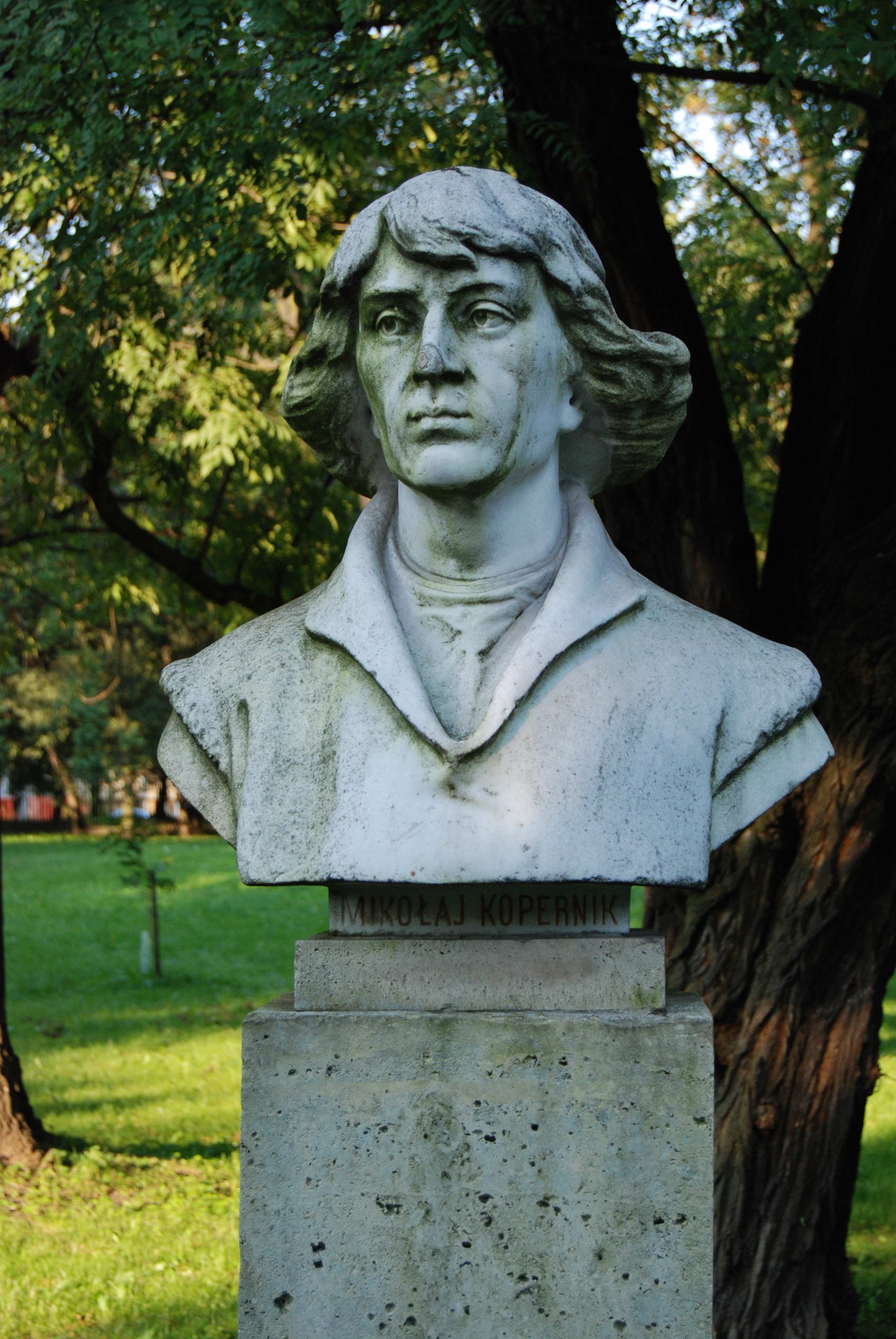
Buste de Nicolas Copernic à Cracovie.

Swerdlow est spécialisé dans l'histoire des sciences exactes, l'astronomie en particulier, de l'Antiquité au XVIIe siècle.  
Sverdlow se concentre principalement sur l'astronomie de la Renaissance, comme celle de Nicolas Copernic, que Noel Swerdlow, dans la biographie qu'il lui consacre pour la National Academy of Sciences désigne comme « le savant le plus original et le plus productif en matière d'histoire des sciences exactes, et peut-être d'histoire de la science, de notre époque. », Tycho Brahe, Johannes Kepler et Regiomontanus et l'astronomie ancienne. Il a écrit un livre sur les théories planétaires babyloniennes. Dans sa thèse, il a également abordé la reconstruction de la méthode de détermination de la distance entre le soleil et la lune d'Hipparque, telle qu'elle a été transmise à Ptolémée, et il a également écrit sur la découverte de la précession d'équinoxes par Hipparque. 
Il s'est également intéressé aux travaux d'Âryabhata.
En 2008, il écrit un livre sur l'astronomie de la Renaissance.

### Mathematical Astronomy in Copernicus's De Revolutionibus

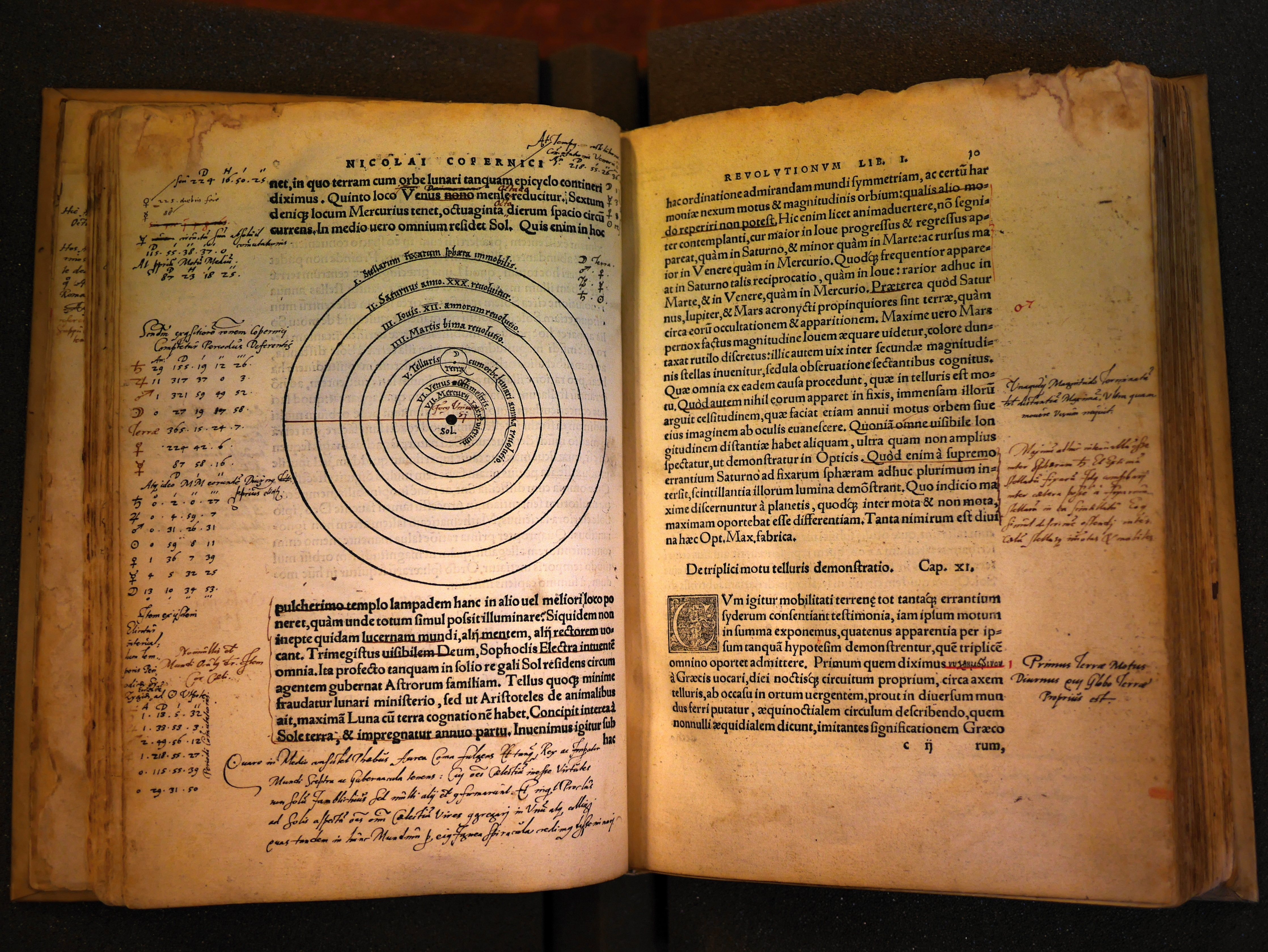
Nicolas Copernic, De revolutionibus orbium coelestium, libri IV.

Il publie avec Otto Neugebauer Mathematical Astronomy in Copernicus's De Revolutionibus en 1984.
Le livre est le fruit de plusieurs années de travail séparé des deux chercheurs. Neugebauer a travaillé sur les applications de la méthodologie astronomique grecque chez Copernic, Brahé et Kepler, notamment. Devant l'ampleur de la tâche, il arrête son History of Ancient Mathematical Astronomy à l'antiquité tardive, avant l'Islam. Un commentaire annonçait déjà l'étude du De revolutionibus dans sa relation à la méthodologie de l' Almageste de Ptolémée. Entre-temps Edward S. Kennedy a permis l'accès à l'école de Maragha et aux travaus d'Ibn ash-Shalir, révélant ainsi d'étroits parallèles avec les méthodes de Copernic. Ses "Notes on Copernicus" préparées pour une publication en 1975 devaient servir d'analyse moderne du De revolutionibus. De son côté, Noel Swerdlow avait travaillé sur l'astronomie grecque, étendant son travail à l'analyse du De revolutionibus ainsi que sur ses sources et prédécesseurs (Peurbach, Regiomontanus, etc. ). Au courant de ces travaux, Neugebauer a envoyé son manuscrit et proposé à Swerdlow d'entreprendre une révision et une amplification de ses "Notes". Finalement 400 pages d'analyses, 200 diagrammes et 20 graphiques pour couvrir chaque aspect de l'astronomie mathématique de Copernic.

## Des grandeurs et des distances du Soleil et de la Lune

Reconstitution de Swerdlow, d'après une figure de Ptolémée.

Comme d'autres historiens des sciences, Noel Swerdlow a tenté de reconstituer la démarche scientifique et mathématique de l’astronome grec Hipparque (IIe siècle av. J.-C.) dans son œuvre Des grandeurs et des distances du Soleil et de la Lune.
Swerdlow considère qu'Hipparque calcule les distances du Soleil et de la Lune en utilisant une construction présente dans Ptolémée. Il n'est pas absurde, en effet, de penser que ce calcul fut initialement développé par Hipparque, qui fut une source primaire de l'Almageste. Le résultat obtenu par Swerdlow, bien que très dépendant des approximations et arrondis utilisés, a été largement accepté, bien qu'il restât aussi la question de avoir d'où Hipparque tire sa distance lunaire.

## Prix et distinctions
En 1985 il reçoit le prix Pfizer décerné par l’History of Science Society en reconnaissance d'un livre exceptionnel sur l'histoire des sciences,  conjointement avec Otto Neugebauer, pour leur livre Mathematical Astronomy in Copernicus's De Revolutionibus (New York: Springer-Verlag, 1984).
En 1988, Swerdlow reçoit le Prix MacArthur de la Fondation MacArthur, souvent appelée «subvention de génie». La même année, il publie le livre The Babylonian Theory of the Planets (La théorie babylonienne des planètes) (Princeton University Press).
En 1988, il est également élu membre de la Société américaine de philosophie, la plus ancienne société savante des États-Unis, qui date de 1743.

## Publications
- avec Otto Neugebauer: « Mathematical Astronomy in Copernicus De Revolutionibus », Springer 1984, 2 volumes
- « Babylonian theory of the planets », Princeton University Press 1998
- « The Recovery of the Exact Sciences of Antiquity: Mathematics, Astronomy, Geography », dans A. Grafton (Sous la direction de), "Rome Reborn. The Vatican Library and Renaissance Culture“, The Library of Congress/Yale University Press, 1993, p. 125-167.
- « Astronomy of the Renaissance » dans C. Walker (éditeur) "Astronomy before the telescope", The British Museum Press, 1996, p. 187-229
- Editeur: Ancient Astronomy and Celestial Divination, MIT Press 1999 (Dibner Institute Studies in the history of Science and Technology).
- (en) Noel Swerdlow, Otto E. Neugebauer, Washington, D.C., National Academies Press, 1998 (lire en ligne)
- N. M. Swerdlow, « Thomas Hockey (Editor). The Biographical Encyclopedia of Astronomers. 2 volumes. xlv + 1,341 pp., illus., bibl., indexes. New York: Springer, 2007. $499 (cloth). », Isis, vol. 101, no 1,‎ 2010, p. 197-198 (DOI 10.1086/653858)

## Voir également
- Des grandeurs et des distances du Soleil et de la Lune